# Сергей Александрович
Сергей Александрович е член на руското императорско семейство Романови, велик княз. Руски офицер, полковник. Участник в Руско-турската война (1877 – 1878). Кмет на Москва.

## Произход и военна кариера
Сергей Александрович е роден на 11 май 1857 г. в Царское село и е петият син на руския император Александър II и на съпругата му Мария Александровна.
Участва в Руско-турската война (1877 – 1878) с военно звание поручик в щаба в Югоизточна Румъния. През 1877 г. е повишен във военно звание полковник. След войната е командир на Лейбгвардейския Преображенски полк (1887).

## Брак. Политическа кариера
На 15 юни 1884 в Петербург Сергей Александрович се жени за хесенската принцес Елизабет Александра Луиза Алиса фон Хесен-Дармщат, която получава титлата велика руска княгиня. Великата княгиня променя името си на Елизавета Фьодоровна, но приема православието едва през 1894 г. Двойката се установява в Белоселски-Белозерския дворец в Петербург.
Сергей Александрович става генерал-губернатор и От 1891 г. Сергей Александрович е кмет на Москва. След като през 1892 г. е назначен за генерал-губернатор на Московска губерния, заедно със съпругата си се установяват в един от дворците на Кремъл.
По негово време в Москва тръгват първите трамваи (1899), започват да се строят студентски общежития за Московския университет. Създаден е Митишчинският водопровод, Музеят на московското комунално стопанство (1896), Художественият театър (1898) и Портретната галерия на московските генерал-губернатори.
След възкачването на престола на император Николай II през 1894 г., Сергей Александрович е сред най-близките му съветници. Назначен е за командир на Московския военен окръг (1896). Името му се свързва с Ходинската катастрофа при коронацията на императора. Младият император е служил под командването на чичо си в Лейбгвардейския Преображенски полк, а по-късно се жени за Александра Фьодоровна, по-малката сестра на съпругата на Сергей Александрович, великата княгиня Елизавета Фьодоровна.
Като старши член на императорската фамилия е президент, председател или член на научни организации: Московското архитектурно общество, Московската духовна академия, Московското филхармоническо общество, Комитета по устройство на Московския университет, Музея на изящните изкуства, Императорския исторически музей, Православното палестинско общество и др. Почетен член на Руската академия на науките, Художествената академия, Московския университет, Санктпетербургския университет и др.

## Личен живот. Смърт
От брака си с Елизавета Фьодоровна великият княз няма наследници. Според съставеното след канонизацията ѝ житие още преди да се запознаят двамата млади съпрузи дават обет за целомъдрие и живеят като брат и сестра по време на брака си. Мнозина съвременници на великия княз свидетелстват за откритата му хомосексуалност.
Сергей Александрович и убит на 17 февруари 1905 г. на излизане от Кремъл. Терористът есер Иван Каляев хвърля в каретата на великия княз нитроглицеринова бомба, която го убива на място. Каретата е разрушена изцяло, а тялото на княза е разчленено.
Великата княгиня Елизавета Фьодоровна, въпреки голямата си скръб, посещава убиеца на съпруга си в затвора, където се опитва да го накара да осъзнае сериозността на деянието си и да се разкае. По-късно великата княгиня моли племенника си, цар Николай II, да помилва екзекутора на Сергей Александрович, но Каляев отказва да приеме прошката на царя и обвинява Елисавета, че изопачава разговорите си с него. Каляев е обесен на 23 май 1905.